# Euin de Trento
Euin (de asemenea, Ewin, Eoin, Evino sau Euino) a fost primul duce longobard de Trento, începând din anul 569 și pe parcursul perioadei de interregnum al Regatului longobard (575–585), până la 595.
Pe parcursul lungii sale domnii, Euin a participat la mai multe războaie. Sursa primară pentru cariera sa o constituie cronica lui Paul Diaconul, Historia Langobardorum. 
În anul 584, regii franci Guntram de Burgundia și Childebert al II-lea de Austrasia au invadat partea nord-vestică a Italiei. Fortăreața Anagnis, situată la nord de Trento, li s-a predat, după care a fost devastată de către un conducător longobard, Ragilo, conte de Lagaris. Armata lui Ragilo a fost în continuare atacată pe câmpul "Rotalian" de către trupele conduse de francul Chramnichis, iar Ragilo și o bună parte dintre oamenii săi au fost uciși. Chramnichis a înaintat apoi pentru a devasta Trento. La Salurnis, ducele Euin a reușit să îi atragă pe franci într-o ambuscadă, în urma căreia Chramnichis a fost la rândul său ucis. El a capturat întreaga pradă de la franci, alături de cea preluată anterior de la Ragilo. În cele din urmă, a reușit să îi alunge pe franci din Ducatul de Trento.
Paul Diaconul notează că în perioada în care regele Sigebert I de Austrasia a fost asasinat de către Chilperic I de Neustria (584), Euin s-a căsătorit cu una dintre fiicele ducelui Garibald I de Bavaria, pe care cronicarul îl numește ca "rege al bavarezilor". Sora mai mare a soției lui Euin a fost Theodelinda, care în 589 a devenit soțșia regelui Authari al longobarzilor.
În 587 regele Authari a trimis o armată sub conducerea lui Euin în Istria. Ca urmare a radiruilor și jafurilor sale în această regiune, Euin a impus o pace de un an de zile și a revenit cu un larg tribut destinat lui Authari. În 590 Childebert al II-lea a invadat din nou Italia, în fruntea unei armate conduse de 20 de duci, printre care Auduald, Olo și Cedinus. Olo a căzut în luptă pe când încerca să cucerească Bilitio, însă Auduald, împreună cu șase alți duci, și-a stabilit tabăra în apropiere de Milano, în așteptarea armatei bizantine promise de împăratul Mauriciu, care însă nu va veni niciodată. La rîndul său, ducele franc Cedinus, împreună cu alți 13 duci, a invadat nord-estul Italiei, după care a pornit în marș către vest. Pe parcurs, ajuns pe teritoriul Ducatului de Trento, el a distrus fortărețele din Tesana, Maletum, Sermiana, Appianum, Fagitana, Cimbra, Vitianum, Bremtonicum, Volaenes și Ennemase. Din cauza dizenteriei care lovea armata sa și a lipsei întăririlor promise de bizantini, Cedinus a încheiat un armistițiu pe 10 luni și a trecut Alpii înapoi în Francia. În mai 591, succesorul regelui Authari, Agilulf, l-a trimis pe episcopul Agnellus de Trento la curtea reginei france Brunhilda de Austrasia pentru a rezolva problema răscumpărării cîtorva prizonieri tridentini capturați în timpul războiului, ceea ce a și făcut. De asemenea, Euin a reușit la rîndul lui să negocieze încheierea păcii cu francii.
Euin a murit înainte de ianuarie 595, când este deja înlocuit la conducerea ducatului de către Gaidoald, descris de Paul Diaconul ca fiind "un om bun și catolic ca religie".